# Малый не промах
«Малый не промах» (англ. Deadeye Dick; также встречается как «Малый Не Промах», «Малый-Не-Промах») — роман американского писателя Курта Воннегута, впервые опубликованный в 1982 году.

## Сюжет
Сюжет романа — автобиографическое повествование от первого лица о мальчике, жившем в Мидленд-Сити (этот город ранее упоминался у Воннегута в романе «Завтрак для чемпионов»), ключевым событием в жизни которого стал случайный выстрел из ружья, унёсший жизнь беременной женщины, прибиравшейся в доме неподалёку. Согласно сюжету, город погибает от взрыва нейтронной бомбы.